# ドデカナール
ドデカナール（英: Dodecanal）は、脂肪族アルデヒドの一種である。無色ないし薄い黄色の液体で、強い脂肪臭があるが希釈するとバイオレットの香気を呈する。天然にはコリアンダー、キュウリ、ニンジン、ミカンなどに含まれる。消防法に定める第4類危険物 第3石油類に該当する。

## 用途
フローラル系調合香料、および食品香料として使用される。日本の消防法では危険物第4類第3石油類（非水溶性）に区分される。

## 製法
ドデカノールの接触脱水素化反応により製造される。